# アタバキ

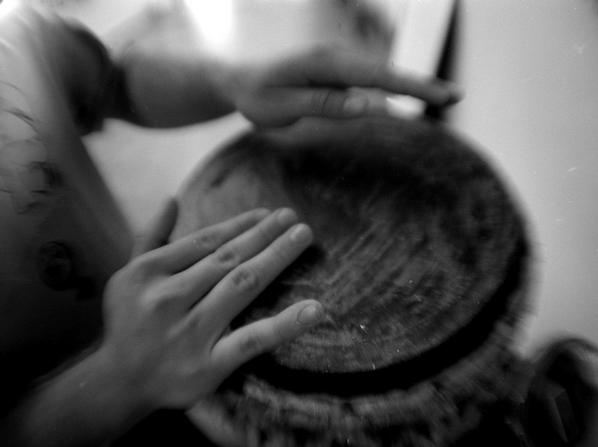
演奏例

アタバキ（atabaque、発音: [ata'bak]) は、ブラジルの文化が融合してできたハンドドラムである。樽（たる）を細長く、少し円錐形にした形をしている。板は中南米原産の低木または高木ジャカランダからできている。
ヘッドは牛皮でできている。ボディの周りに張られている
ボディに張られたロープは、ヘッドの根元の近くにある金属の輪につながっている。木製のウェッジは輪とボディに張り巡らされており、ロープを緩くしたりきつくしたりすることで、ドラムの音の高さを調節できる。
アタバキは カポエラやMaculelê,アフリカ系ブラジル人の宗教 カンドンブレにおいて用いられる。カンドンブレにおいて聖別 sacre されていると考えられている。
アタバキには以下の3種類ある
- フン Rum: 最も背が高く、出る音は低い。
- フン-ピ Rum-Pi:音も身長も中くらい。またはピPiのみでも呼ばれる。
- レ Lê: 最も背が低く、出る音は高い。

Maculelêや カンドンブレの儀式では、各1種類ずつ3つ以上のアタバキが使われるが、カポエイラの際アタバキは1つだけしか使われない。